# Горват Роберт Іванович
Роберт Іванович Горват (нар. 17 лютого 1969, Тур'ї Ремети, Закарпатська область, УРСР) — український політик. Народний депутат VIII та IX скликань. Депутатська група «Довіра». Голова підкомітету з питань правового забезпечення діяльності митних органів Комітету ВРУ з питань фінансів, податкової та митної політики.

## Освіта
2009 — закінчив Ужгородський навчальний центр Київського торговельно-економічного університету і отримав повну вищу освіту за спеціальністю «Облік і аудит».

## Трудова діяльність
- 1991–1993 — директор ТзОВ «Трейд Марк».
- 1993–1998 — директор ТзОВ «РЕСТ».
- 1998–2001 — директор ТОВ «Водолій».
- 2002–2006 — директор ТОВ «Нова справа», Ужгород.
- 2011–2014 — комерційний директор ТОВ «Нова справа» Ужгород.
- 2004–2014 — директор ТОВ «А. В. П.»
- 2006–2014 — директор ТОВ «Дастор-Ужгород».

## Парламентська діяльність

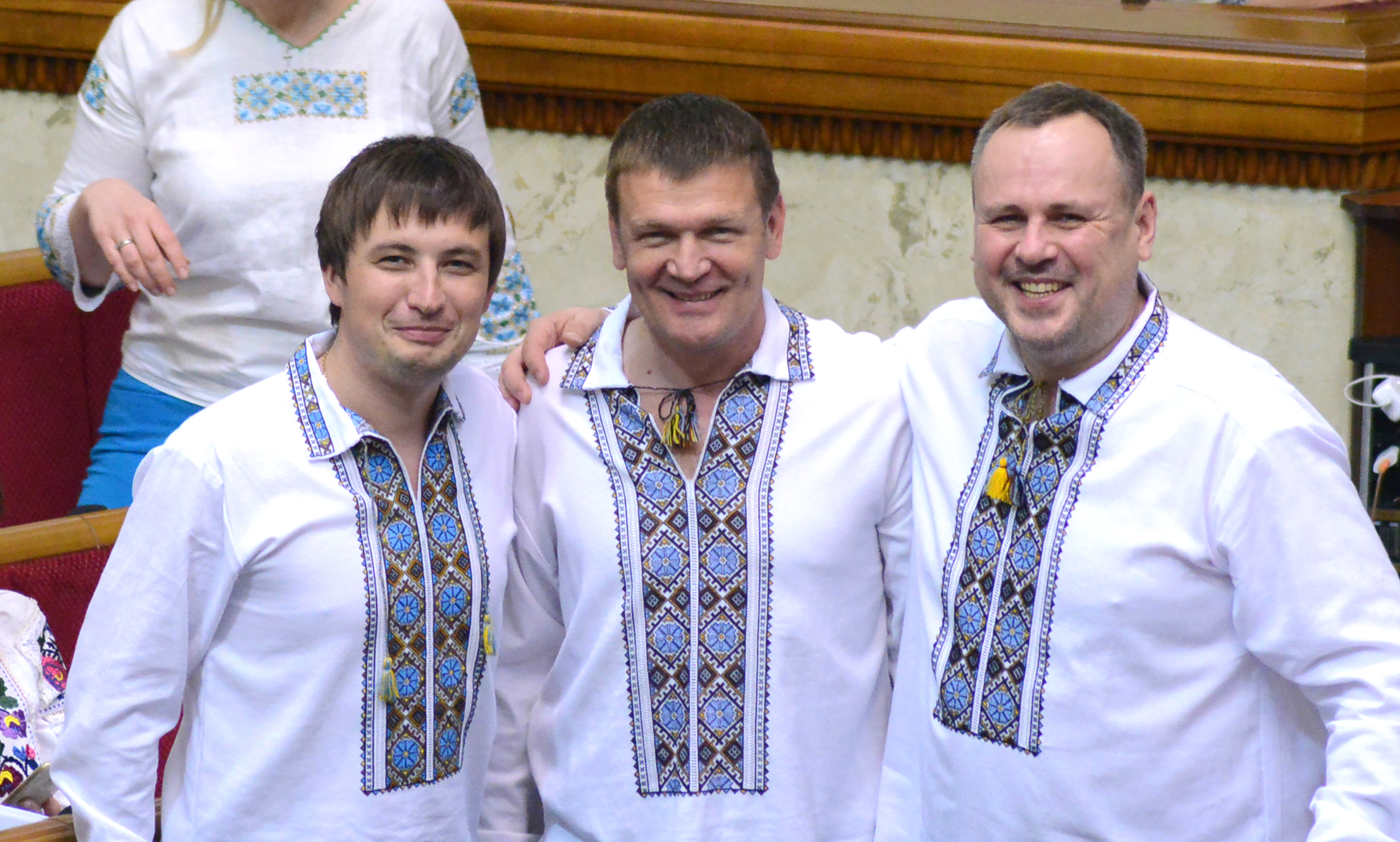
Анатолій Євлахов, Роберт Горват, Михайло Кобцев, ВРУ, 2016

На виборах 2014 та 2019 року балотувався за одномандатним виборчим округом № 68, Закарпаття,
- Народний депутат Верховної Ради України VIII[3] та IX скликань[4]
- Член депутатської групи «Довіра», раніше був членом фракції Блоку Порошенка.
- Член Комітету Верховної Ради України з питань фінансів, податкової та митної політики[2]..
- Член Тимчасової спеціальної комісії Верховної Ради України з питань захисту прав інвесторів.
- Керівник групи з міжпарламентських зв'язків з Єгиптом.
- Співголова групи з міжпарламентських зв'язків з Чехією.
- 4 грудня 2019 був помічений у неособистому голосуванні,[5] всього до цього моменту було відмічено щонайменше чотири факти «кнопкодавства» цим депутатом[6].
- Ініціатор законопроєкту 3251[3] про внесення змін до підрозділу 5 розділу ХХ «Перехідні положення» Податкового кодексу щодо стимулювання розвитку ринку вживаних авто, про зниження акцизного збору на ввезення вживаних авто.
- Автор закону № 3251 про внесення змін до підрозділу 5 розділу ХХ «Перехідні положення» Податкового кодексу України щодо стимулювання розвитку ринку вживаних транспортних засобів, про зниження акцизного збору на ввезення вживаних автомобілів.

Співголова групи з міжпарламентських зв'язків з Чехією, керівник групи з міжпарламентських зв'язків з Єгиптом.

## Критика
Займався підкупом виборців, зокрема надав спонсорську допомогу дитячому садочку с. Тур'я Пасіка (Перечинський р-н, Закарпатська область). Займався неособистим голосуванням.
За інформацією сайту «Наші гроші», 54 народних депутати не задекларували свій бізнес у деклараціях за 2014 рік серед них є Роберт Горват.
22 липня 2025 року голосував за закон України 12414 який був ухвалений з порушенням Регламенту Верховної Ради України та підпорядкував НАБУ та САП Генеральному прокурору і викликав масові протести.

## Розслідування
У 2016-2019 роках Горват розробив схему заволодіння земельними ділянками площею 323 га, що перебували у користуванні державного підприємства, це завдало державі збитків на 123 млн грн. У листопаді 2023 року Вищий антикорупційний суд обрав запобіжний захід Горвату із заставою в 27 млн грн.

## Родина
Одружений, має доньку.